# Kuřimská kauza
Kuřimská kauza je případ týrání dvou chlapců v Brně, Kuřimi a Veverské Bítýšce, které probíhalo v letech 2006–2007 a bylo odhaleno v květnu 2007.

## Průběh
Kauzu odstartovala náhoda. Jeden z obyvatelů Kuřimi se 7. května 2007 pokoušel spustit elektronickou kameru hlídající jeho novorozené dítě. Naladil však záběry z podobného zařízení v sousední domě (Dušínova 1403/9), na kterých byl zobrazen na zemi ležící nahý a spoutaný chlapec. Policie po oznámení ještě tentýž den zadržela matku chlapce, Kláru Mauerovou, a její děti byly svěřeny do péče zařízení Klokánek. Krátce po jejich přijetí však jeden z aktérů, údajně třináctiletá Anna (v tisku častěji označovaná zdrobnělinou Anička), zmizela beze stopy. Při vyšetřování vyšlo najevo, že Anna ve skutečnosti nebyla dcerou Kláry Mauerové, ale šlo o přibližně třicetiletou ženu, Barboru Škrlovou, které byla vytvořena nová identita. Ta se po svém zmizení ohlásila na českém velvyslanectví v Dánsku a poté opět na několik měsíců zmizela. Nakonec byla 8. ledna 2008 zadržena v Norsku, kde se vydávala za 13letého chlapce Adama. Po svém návratu do České republiky byla zatčena a obviněna z několika trestných činů.
Policie při vyšetřování zjistila, že mučení chlapců probíhalo od léta 2006 do května 2007 v Brně, Kuřimi a na chatě ve Veverské Bítýšce. Při vyšetřování vyšlo také najevo, že Klára Mauerová pravděpodobně nejednala samostatně, ale v rámci širší skupiny, kterou tvořila její sestra, příbuzní, Barbora Škrlová a několik dalších lidí. Existovalo několik vyšetřovacích verzí, například, že jde o gang natáčející dětskou pornografii nebo že šlo o náboženskou sektu. Religionista David Václavík uvedl, že případ nemá s žádnou náboženskou skupinou nic společného. Role a počet zainteresovaných osob, jejich motivace a podíl na týrání chlapců nebyly u soudu plně objasněny.

## Soudní proces
Dne 17. června 2008 byl zahájen u Krajského soudu v Brně soud se šesti obviněnými v této kauze. Vzhledem k rozporům mezi odbornými posudky předkládanými obhajobou a obžalobou bylo další projednání kauzy odročeno na 15. října 2008 za účelem vypracování nezávislých znaleckých posudků. Dne 24. října 2008 vynesl soud rozsudky nad 6 obžalovanými.
Všichni odsouzení se proti verdiktu odvolali a případem se zabýval Vrchní soud v Olomouci. Ten 9. března 2009 odvolání všech kromě Barbory Škrlové zamítl. Její případ vrchní soud odložil k samostatnému projednání, protože v době zahájení líčení byl její advokát nemocný. V samostatném líčení, které proběhlo 9. dubna 2009, soud překvalifikoval trestný čin Barbory Škrlové z týrání svěřené osoby na týrání osoby žijící ve společném domě nebo bytě. Výši trestu ponechal.
Všichni odsouzení kromě Kláry Mauerové a Hany Bašové podali dovolání k Nejvyššímu soudu, které bylo 16. prosince 2009 odmítnuto.
Krajský soud v Brně 13. ledna 2010 rozhodl, že se o dvojici týraných chlapců z kauzy Kuřim bude starat jejich otec. Brzy poté mu je ale soud odebral a jejich opatrovnictví svěřil do péče rodičů matky. V roce 2013 byl odsouzen na deset měsíců vězení s podmíněným odkladem na tři roky za zpronevěru peněz svých dětí. Odvolací soud rozsudek potvrdil.

## Účastníci kauzy

### Odsouzení
- Klára Mauerová je matkou týraných chlapců. Sama týrání svých potomků přiznala.[20] Byla obžalována, hrozil jí trest až 12 let odnětí svobody[21] a byla odsouzena na 9 let vězení.[13]
- Kateřina Mauerová je tetou týraných chlapců a sestrou Kláry Mauerové. Měla se též podílet na jejich týrání. Byla obžalována, hrozil jí trest až 12 let odnětí svobody[21] a byla odsouzena na 10 let vězení.[13]
- Hana Bašová alias „teta Nanci“, vychovatelka z Domu dětí a mládeže Paprsek. Byla obžalována, hrozil jí trest až 12 let odnětí svobody, k jednání soudu se nedostavovala.[21] Byla odsouzena na 6 let vězení.[13]
- Jan Turek je bývalý vychovatel a vedoucí skautského oddílu. Byl obviněn z týrání chlapců, hrozil mu trest až 8 let odnětí svobody[21] a byl odsouzen na 5 let vězení.[13]
- Barbora Škrlová vystupovala v roce 2007 jako třináctiletá Anna a nebo o rok později jako třináctiletý chlapec Adam v Norsku.[22] Ve věci adopce Škrlové jako údajné nalezené dívky Anny se Kateřina Maurerová a její sestra Klára obrátily na zástupkyni ombudsmana Annu Šabatovou, která uvěřila jejich tvrzením o identitě Anny a ženám následně radila, jak mají v adopci postupovat.[23] Byla obžalována, hrozilo jí až osm let vězení[21] a byla odsouzena na 5 let vězení.[13] Roku 2011 požádala o podmínečné propuštění.[24] Dne 8. února 2012 byla podmínečně propuštěna z vězení.[25]
- Jan Škrla, bratr Barbory Škrlové, syn Josefa Škrly, podle výpovědi některých svědků tajemný „pan Doktor“.[zdroj?] Byl odsouzen na 7 let vězení.[13]

### Lidé spjatí s případem
- Josef Škrla, otec Barbory Škrlové a Jana Škrly, vůdce turistického oddílu Mravenci. Podle některých spekulací stojí v pozadí celé kauzy. Toho času nezvěstný.
- Viktor Skála, brněnský herec, jehož dcera byla využita k vytvoření nové identity pro Barboru Škrlovou.[26]
- Radek Coufal, otec chlapců, vypověděl před soudem, že o jejich týrání nevěděl.[27]
- Eliška Mauerová, babička hochů, u soudu vypověděla, že o jejich týrání nevěděla.[27]
- Josef Kolínský, bývalý policista, u soudu vypověděl, že se mu k týrání chlapců přiznali Jan Turek i Jan Škrla.[27]
- Jakub Patočka, manžel spolužačky Kláry Mauerové, které pomáhal zprostředkovat kontakty pro vyřízení opatrovnictví dívky Anny, za kterou se vydávala Barbora Škrlová.[28]
- Anna Šabatová, tehdy zástupkyně ombudsmana, nenahlásila úřadům existenci údajné třináctileté Aničky a pomáhala rodině vytvořit pro ni novou identitu a zajistit jí poručnictví. Za to byla později kritizována ministerstvem práce, ona sama ale vinu necítila.[29]
- Martin Fahrner, dramaturg, tehdy žijící v Norsku, vydával se tam za otce Barbory Škrlové.[30]
- Marta Skulová, psycholožka, vypracovala psychologické posudky na týrané hochy.[31]
- Tomáš Herfort – bývalý člen turistického oddílu Josefa Škrly, dle jeho výpovědi se oddíl postupně měnil v náboženské uskupení, a proto z něj odešel.[32]
- 2 nezletilí chlapci, oběti

## Zájem médií
Vzhledem k unikátnosti a mezinárodnímu rozměru případu o něm informovala i zahraniční, především norská média.

## Novela trestního řádu
Počátkem dubna 2009 vstoupil v platnost zákon 52/2009 Sb., zvaný „náhubkový“, jehož zavedení inicioval způsob informování českých médií o kuřimské kauze. Média ignorovala práva obětí na ochranu jejich soukromí. Zákon novelizoval trestní řád a řadu zákonů s cílem ochránit oběti trestných činů. Kromě jiného zákon zakazuje zveřejňování jmen obětí.